# 時尚魔女 LOVE AND BERRY
《時尚魔女 LOVE AND BERRY》為世嘉所開發的交換卡片遊戲式的女子向街機。2004年10月30日在電子遊樂場中登場。以《甲蟲王者》女子版的身分被開發、連機體造型也和《甲蟲王者》使用同樣造型。
在孩子們間以「拉芙和貝莉」或是「拉芙貝莉」來加以稱呼、報紙或TV等媒體也是以「拉芙貝莉」來稱呼。
2006年11月22日發售附有讀卡器的任天堂DS版《時尚魔女 LOVE AND BERRY〜DScollection〜》。

## 概要

### 遊戲内容
玩一次要100日圓(台幣三十元)。投入硬幣後、會出現一張「時尚魔法卡片」（隨機出現）。然後能選擇「拉芙」「貝莉」「米夏」三位角色。接下來能透過掃瞄髪型・服裝・鞋子等卡片來換衣服並且組合成新的造型。這時會綜合TPO（關卡）和角色及整體造型等來評價其「時尚指數」。在制限時間内可更換數次的服裝。如果能將整體造型和幸運色組合在一起、還可以讓時尚指數變得更高。
接下來就像音樂遊戲一樣能和CPU對戰並且隨著歌曲的節奏，透過按的時機是否準確來評分（如果一直沒準確按中的話，畫面會出現「失敗」的字）。最終的由時尚指數和舞蹈的總合分數高最高的一方獲勝。
舞台關卡有6種。卡片種類則是隨著版本的更新而有76種類（登場時）→88種類（2005年春・夏）→106種類（2005年秋・冬）→136種類（2006年春・夏）→167種類（2006年秋・冬）→189種類（2007年春・夏）等。另外、如果包括雜誌所附贈的限定卡片則超過200種以上。
現在已經卡片已不再出版、而機台中只有過去的庫存卡片會出來。而當店裡的庫存卡片全部送出時，營運也會跟著結束。
然後、在2006年秋・冬collection中，因為伴隨著DS版的發售，所以有一段時間變成就算不玩遊戲也能拿到卡片。但隨著2007年春・夏版本出來而跟著結束這個狀況。

### 評價和影響
遊戲系統基本上是《甲蟲王者》的女孩子版、相對於甲蟲王者是收集各種昆蟲卡片及加以對戰為主、LOVE AND BERRY則是以擁有各種的流行服飾並且能這些物品變成造型為主軸。因此讓對於時尚有所憧憬的女孩能產生興趣、然後也喚醒母親這一輩的人關於過去玩「洋娃娃」的記憶、以小孩子到小學低年級女孩為中、連母親也都跟著捲入而掀起大風潮。而在母親這一邊、除了有和孩子的共同話題外也因為能順便給孩子作時尚教育而受到許多好評。
因為這樣、在最盛期時，《LOVE AND BERRY》風潮也和《甲蟲王者》風潮一樣引起空前的規模、在百貨公司的遊樂場和遊樂場中心中、也經常舉辦LOVE AND BERRY大賽（時尚比賽）。卡片的銷售量也比他公司的類似機種多更多、連在營運率下降的情況下、也還是有店家將機台擺到營運結束為止。
從2005年到2006年時，因為以小孩子・小学低年級女孩為中心而掀起大風潮、也開啟了世嘉的服裝事業、在遊戲中所登場的服裝都以兒童尺寸來販售童裝。
這個遊戲的登場消除了「卡片遊戲是男孩子玩的」的印象、近年來和本機類似女子向卡片遊戲也都跟著持續登場。女子向的街機遊戲也和大頭貼機一起成為最熱門的遊戲。另外、以這個遊戲為基礎的卡片遊戲也從在他公司中登場、對於今後的卡片遊戲也將有很大的影響。
為了確保只對於服裝的感覺或收集服裝有興趣的人的品質、於是將這些服裝加以實體化並且發售。而服裝的設計也會透過舉辦比賽讓時尚專門學校學生參加而加以採用他們的點子。對於廠商來說有著跟上時代的感覺和新鮮感、對於學生來說也是很好的機會和經驗。
其經營模式和《甲蟲王者》一様，在法律上被看作是自動販賣機、並且多設置在遊樂場施設外的場所。因此對於店家方面的投資初期相當稀少、而在家庭向的主題樂園中、和《甲蟲王者》一樣，可說是沒有不擺設《LOVE AND BERRY》的店家，其普及是相當的寬廣。
但是、本作和《甲蟲王者》不一樣的是、為了要與大頭貼機一様變形成「在男性客人為主的施設中，也可以設置女性向的機台」來營運、就有必要使遊樂場施設的經營者保護這些女性客人不被來「泡妞」的男性客人打擾、但難處也在於太過保護的話會使原本的男性客人都不肯來。也因此，對於以電視遊戲為主的鬧區或小巷弄，就很少設置那些無法期待以家庭為主的客人會來捧場的遊樂場中心。
LOVE AND BERRY的設計被認為是和莉卡娃娃等一樣的換裝人偶的東西、並且加以作成真實的三维计算机图形。這種做法，據說是因為要避免讓一些所謂的「大朋友(對兒童向作品有興趣的大人)」們，把本作的人物變成萌圖畫的結果。

## 遊戲模式
登場初期的遊戲模式只有2種類、2005年秋・冬版本增加到6個種類。2008夏版本增加到7個種類。
- 最終版本中能選擇的模式

超簡單
過去寫著「簡單」的初學者模式。其鈴鼓的圖形和其他模式相比相當簡單、打何時打也會給予建議。最多只有兩關。
很簡單
中級者向。能夠使人在獎勵時間中順利遊玩、還有特別獎勵(在失敗評價出現前)。最多三個關卡。
超困難
有困難→超困難→有點困難→較簡等多次變更模式名字。上級者向、失敗的話，其時尚指數會暫時變成0。如果通過特別關卡的話，會出現密碼並且在官方網站輸入的話、能得到秘密情報。最多四個關卡。
流行時間研究
就像名字所說、是研究時尚的模式、無法跳舞。有一段時間被砍掉、在2008夏版本復活。
雙人協力
目標是幫助拉芙和貝莉，來追求跳舞點數的模式。最多兩關。
雙人對戰
1對1的對戰模式。這個模式下、能選到過去被砍掉的歌。有兩關。
和汪汪一起
能夠使用在一起的汪汪卡來加以操作。兩關卡。
- 過去就有的模式

雙人簡單/雙人困難
在2008夏版本、被合併成雙人協力模式而遭砍掉。

## 關卡
從2005年秋冬collection版本，關卡就只能在「超簡單」作選擇。
以下為歷代全部曲子。2008夏中、雙人對戰模式也能選擇過去被砍的歌曲。
街舞廣場
歌曲：ABC de 大丈夫!、TOMODACHI、すすむキモチ、にじいろのなみだ、あのそらのむこうに、スマイル×スマイル
在街道跳舞的關卡。
流行大街
歌曲：まちでうわさの…、ふしぎなさんぽ、パパのバースディ、おねがいかなえて、ハッピイきねんび、ラブベジ
街中聚集著許多流行打扮的年輕人的關卡。原型來自澀谷。
迪斯可舞台
歌曲：ミラーボール大作戦、ねぇみて!、トキメキときめく、らぶりぃスマイル、オシャレマジック、ぎんがのファンタジー
有著(大約90年代)像是迪斯可風格的關卡。
海景舞台
歌曲：KIRAKIRAマーメイド、それが なつなの、なつのかけら、なつだ!プールだ!レッツゴー!、まだまだナツもよう、カラフル☆シーズン
會讓人感到海邊涼風吹來的關卡。拉芙和貝莉也會拿著麥克風
偶像舞台
歌曲：またあしたね、はるはいいね、ゆきのサイン、エンジェルンルン、あきいろセレナーデ、オレンジのかなたへ
會讓女孩子感到高興和華麗的關卡。和海邊關卡一樣拿著麥克風
舞會（畫面寫成日文「ぶとうかい」）
歌曲：春之聲、花的華爾茲、藍色多瑙河、メリー ウィドウ ワルツ、グランドワルツ〜華麗的大圓舞曲〜、エンペラーワルツ
像城堡一樣華麗的關卡。所跳的舞為社交舞
特別關卡
歌曲：Re-Born、ナツ"e"ナツ、戀愛的魔法
在較簡單等級中登場。三首歌隨你選。
遊戲中所用曲子的歌手直到2007春夏都是女性2人組團體Rabbi☆min（ラビミン）所負責、2007秋冬以後，則是由Futaba（フタバ）所負責。

## 主要角色

### 主人公
2人平常是好友、但關於時尚方面則會轉變成互相競爭的好對手。目標則是要成為「第一名的時尚魔女」。然後、她們的年齡被設計成以「時尚魔女年齡」為基準的年齡。
拉芙（Love）：今野宏美
時尚魔女年齡14歲、生日為9月6日、身高150cm、體重是秘密、O型。是位個性明亮且充滿精神的女孩子。喜歡可愛的打扮。有雙又大又水汪汪的眼睛是她的魅力。通常的髪色是咖啡色。
在電影版中、被設定成是人類的父親和時尚魔女母親之間所生的混血兒。
貝莉（Berry）：柳井久代
時尚魔女年齡14歲、生日11月11日、身高152cm、体重是秘密、A型。是位個性冷靜且堅強的女孩子。喜換酷帥的打扮。左眼下有個星型的痣是她的魅力。通常的髪色是藍色。
在電影版中、被設定成是出身名門時尚魔女家但卻是個晚熟的孩子。

### 其他角色
伊沙貝拉（Izabera）
時尚魔女年齡63歲、生日不明。時尚魔法学園的園長。在DScollection・電影版・漫画版都有同名的角色登場、但是否為同一人物則不明。特別是在漫画版中、戴著尖頭的黑帽子，穿著黒大衣、有著大大的鼻子等在童話故事中登場的「魔女」印象、明顯地和其他版本的印象不同。
黒魔女米夏（Miesha）
時尚魔女年齡17歲、生日11月24日、身高153cm、体重是秘密。血型A型。因為會使用時尚黑魔法、而遭時尚魔法学園退学。在DScollection和漫画版登場後、街機版的2008夏版本中變成能操作的角色。喜歡性感的打扮。
拉基亞（Laquia）
和米夏在一起的寵物。和米夏能夠對話。在DScollection登場。
公介（Kosuke）
年齡15歲、生日9月19日。身高167cm、体重58kg。興趣是街舞。全名是後藤公介（ごとうこうすけ）。在DScollection中登場。
拓海（Takumi）
年齡16歲、生日11月30日。身長172cm、体重60kg。興趣是購物。全名為日下部拓海（くさかべたくみ）。DScollection中登場。
悠也（Yuya）
年齡17歲、生日9月24日。身高173cm、体重65kg。興趣是衝浪。全名為中村悠也（なかむらゆうや）。
葛羅（Goro）
年齡18歲。生日7月26日。身高175cm、体重66kg。興趣是收集唱片和煮菜。全名是葛羅・諾斯威。
一樹（Kazuki）
年齡14歲。生日7月22日。身高165cm、体重52kg。趣味是唱卡啦OK。全名是近野一樹（こんのかずき）。

## 漫画

### 主要連載和發表的雜誌
全部都發表在小学館所發行的雜誌。
- めばえ
- 幼稚園
- 学習幼稚園
- ぷっちぐみ
- ちゃお
- 小学館学習雜誌
  - 小学一年生
  - 小学二年生
  - 小学三年生
  - 小学四年生（僅有發表消息而沒有漫畫）
- 時尚魔女 LOVE AND BERRY 時尚Fanbook（由季刊ペース發行）

漫画版由溝口涼子和小室栄子所畫。角色設定和遊戲版不同、比較偏向少女漫画風。

### 漫画原創角色
蕾伊
伊沙貝拉對手的助裡時尚魔女。
萊伊
蕾伊的同事，也是時尚魔女。遣詞用字都有著大小姐的風格。
小百合
坐著輪倚的美少女。家裡很有錢且有管家。過去學過芭蕾舞、但因為得到很多稱讚、於是因為好友的嫉妒而讓她跌倒讓腳因此受傷、並且從此不信任友情。打算分裂拉芙和貝莉的友情、於是反復製造出拉芙很陰險的樣子、還讓貝莉認為拉芙是個壞人、可說是個相當的壞人、後來因為拉芙和貝莉的努力而讓她改過向善。
直人
喜歡貝莉的少年並且被捲入了小百合的陰謀之中。

## DS Collection
2006年11月22日發售任天堂DS版的《時尚魔法學園 DS collection》。遊戲還附贈有讀卡機、街機版的卡片也能就這樣拿來使用。裡面附有10張卡、遊戲裡還能夠自己做想像的卡片。
限定版裡有高貴粉紅色的DS Lite加上音樂CD。通常版的讀卡機則是白色、特別版的讀卡機則是粉紅色。
在發售時，到同年12月就突破100萬張。是世嘉從1995年發售国内家庭用軟體SEGA Saturn版的《VR快打2》以來，第二隻超過百萬的大作。而且也獲得日本遊戲大賞2007年度特別賞。

## 電影版
2007年3月21日、以「時尚魔女 Love and Berry 幸福的魔法」（オシャレ魔女♥ラブandベリー しあわせのまほう）的標題加以改編成動畫電影上映。製作為世嘉、TMS Entertainment。通常場景為「2D動畫」、但在跳舞場合時則是用和遊戲一樣的3D動畫。

### 工作人員
- 導演、分鏡、音響監督：望月智充
- 劇本：国井桂
- 音樂：MOKA☆
- 總作画監督・角色設定：門之園惠美
- 製作：TMS Entertainment

### 配音員
- 拉芙：今野宏美（日本）；楊凱凱（台灣）
- 貝莉：柳井久代（日本）；詹雅菁（台灣）
- 修：甲斐田雪
- 由美：矢島晶子（日本）；許淑嬪（台灣）
- 伊沙貝拉老師：野澤雅子（日本）；許淑嬪（台灣）
- 貝路路：子安武人（日本）；吳文民（台灣）
- 布拉德老師：鄉田穗積（日本）；吳文民（台灣）
- 傳說的時尚魔女：島本須美
- 廣播DJ：中村步
- 瑪莉亞老師：虻川美穂子 （北陽事務所）
- 時尚魔法学園學生：伊藤沙織（北陽）

## 後續效應
結束運行後當時的玩家長大後轉而支持《Aikatsu！偶像活動！》。當時遊戲日本IC卡截至2014年12月的登入人數已經突破150萬人。

## 外部連結
- 時尚魔法學園日本官網
- 時尚魔法學園台灣官網
- 新聞記事「女子版｢甲蟲王者｣!?　時尚魔法學園誕生秘辛（Excite Bit コネタ）」 （页面存档备份，存于）